# Patrick Fabian (Schauspieler)

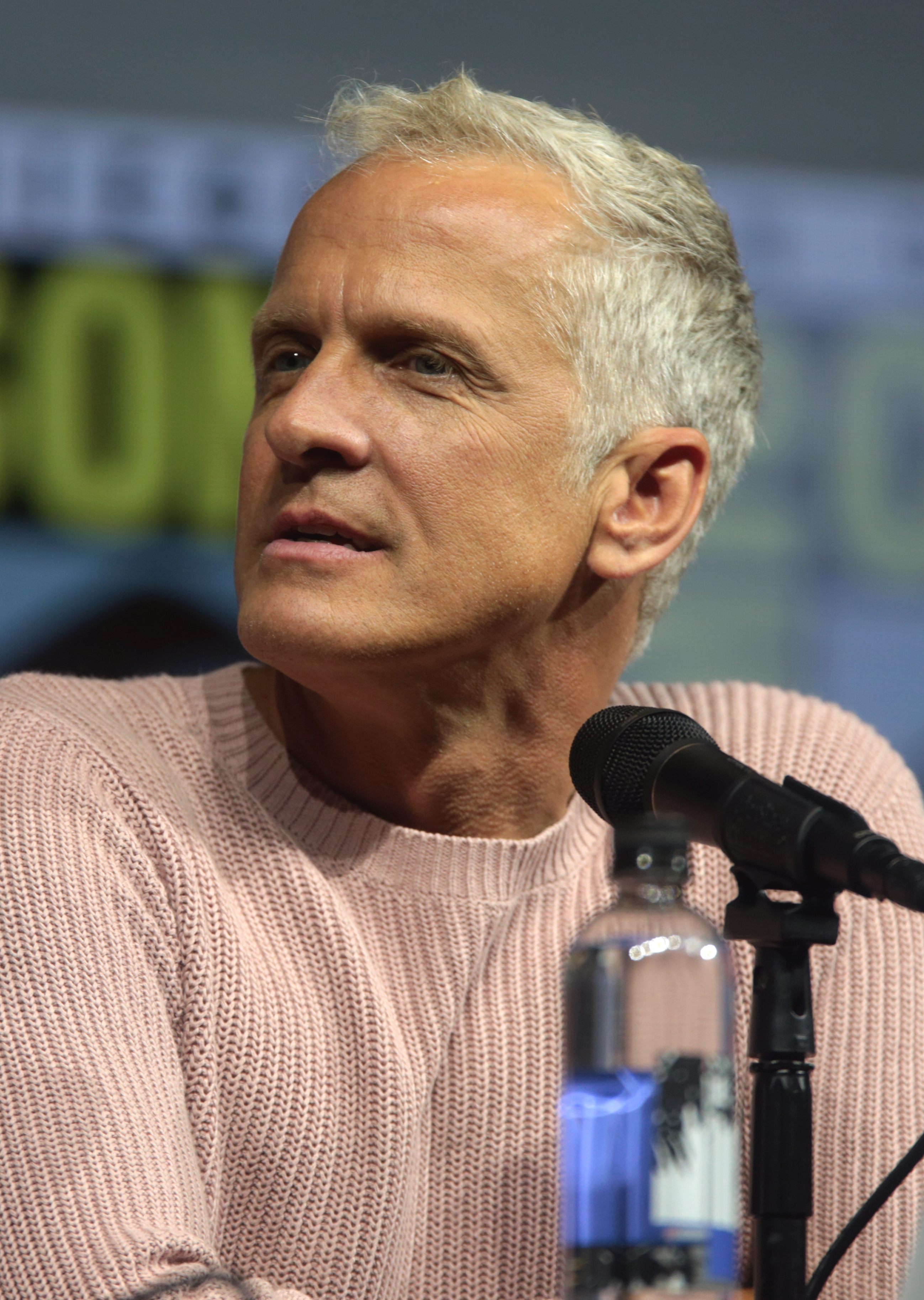
Patrick Fabian auf der Comic-Con International 2018

Patrick Fabian (* 7. Dezember 1964 in Pittsburgh) ist ein US-amerikanischer Film-, Fernseh- und Theaterschauspieler. Er spielte vor allem Gastrollen in Fernsehserien. Von 2015 bis 2022 gehörte er zur Hauptbesetzung der AMC-Serie Better Call Saul.

## Leben
Fabian wuchs im US-Bundesstaat Pennsylvania auf. Er absolvierte die Cedar Cliff High School in Camp Hill, besuchte die Penn State University und erhielt seinen Bachelor in Schauspiel. Daraufhin zog er in den 1980er Jahren nach Kalifornien, wo er den Master-Abschluss an der California State University, Long Beach erlangte.
Fabians Theaterarbeiten in New York umfassen The Food Chain von Nicky Silver und Humpty Dumpty von Eric Bogosian, auf nationaler Tour spielte er in Six Degrees of Separation und in Los Angeles spielte er Diva von Howard Gould und Dinner With Friends von Donald Margulies.
Fabian gab sein Fernsehdebüt 1992 in einer Folge der Serie Mord ohne Spuren. Es folgten Gastrollen in verschiedenen Fernsehserien. Darunter waren auch einige wiederkehrende Rollen, unter anderem in Veronica Mars, Big Love, Die himmlische Joan und California High School. Im Jahr 2011 hatte Fabian bei dem Film Der letzte Exorzismus die Hauptrolle des Reverend Cotton Marcus inne. Für diese Darstellung erhielt er mehrere Auszeichnungen. Von 2015 bis 2022 war er als Howard Hamlin in der AMC-Fernsehserie Better Call Saul zu sehen.
Patrick Fabian ist verheiratet mit der Drehbuchautorin und Schauspielerin Mandy Steckelberg. Die beiden haben zwei Töchter und leben in Los Angeles.

## Filmografie (Auswahl)
- 1992: Palm Beach-Duo (Fernsehserie, Episode 2x06)
- 1993: Beverly Hills, 90210 (Fernsehserie, Episode 4x03)
- 1994: Mord ist ihr Hobby (Murder, She Wrote, Fernsehserie, Episode 11x10)
- 1995: Melrose Place (Fernsehserie, Episode 3x24)
- 1996: Boston College (Fernsehserie, Episode 1x01)
- 1997: Star Trek: Raumschiff Voyager (Star Trek:Voyager, Fernsehserie, Episode 3x20)
- 1997: Im Sog der Gier (Weapons of Mass Distraction, Fernsehfilm)
- 1998: Xena – Die Kriegerprinzessin (Xena, Fernsehserie, Episode 3x15)
- 1998: Friends (Fernsehserie, Episode 5x03)
- 1999: Dharma & Greg (Fernsehserie, Episode 3x12)
- 1999–2000: New York Life (Fernsehserie, 12 Episoden)
- 2001: Nash Bridges (Fernsehserie, Episode 6x15)
- 2003: Without a Trace – Spurlos verschwunden (Without a Trace, Fernsehserie, Episode 1x18)
- 2003–2005: Die himmlische Joan (Joan of Arcadia, Fernsehserie, 16 Episoden)
- 2004: 24 (Twenty Four, Fernsehserie, 2 Episoden)
- 2004: Will & Grace (Fernsehserie, Episode 7x08)
- 2004: Rentier Buddy rettet Weihnachten (Snow)
- 2005: Frau mit Hund sucht… Mann mit Herz (Must Love Dogs)
- 2005: CSI: Miami (Fernsehserie, Episode 4x02)
- 2005: Zwexies – Die Zwillingshexen (Twitches, Fernsehfilm)
- 2006: End Game
- 2006–2007: Veronica Mars (Fernsehserie, 8 Episoden)
- 2007 Boston Legal (Fernsehserie, Episode 4x11, Stolperfalle)
- 2007: Bones – Die Knochenjägerin (Bones, Fernsehserie, Episode 3x07)
- 2007: Navy CIS (NCIS, Fernsehserie, Episode 5x10)
- 2007: Zwexies – Die Zwillingshexen zum Zweiten (Twitches Too, Fernsehfilm)
- 2008: Wer ist hier der Weihnachtsmann? (Snow 2: Brain Freeze)
- 2009: The Mentalist (Fernsehserie, Episode 1x17)
- 2009: L.A. Crash (Fernsehserie, 2 Episoden)
- 2009–2010: Big Love (Fernsehserie, 9 Episoden)
- 2010: Der letzte Exorzismus (The Last Exorcism)
- 2010: CSI: NY (Fernsehserie, Episode 7x10)
- 2011: Hot in Cleveland (Fernsehserie, Episode 2x13)
- 2011: Private Practice (Fernsehserie, Episode 5x02)
- 2012: Hawaii Five-0 (Fernsehserie, Episode 2x17)
- 2012: Bad Ass
- 2012: Criminal Minds (Fernsehserie, Episode 8x09)
- 2012: Desperate Housewives (Fernsehserie, 2 Folgen)
- 2013: Castle (Fernsehserie, Episode 5x14)
- 2013: Scandal (Fernsehserie, Episode 3x04)
- 2014: Grey’s Anatomy (Fernsehserie, 2 Episoden)
- 2015: Scorpion (Fernsehserie, Episode 1x16)
- 2015–2022: Better Call Saul (Fernsehserie, 43 Episoden)
- 2016: Grimm (Fernsehserie, Episode 5x15)
- 2017, 2021: Lucifer (Fernsehserie, 2 Episoden)
- 2018: Marvel’s Agents of S.H.I.E.L.D. (Fernsehserie, Episode 5x06)
- 2019: Barry (Fernsehserie, Episode 2x02)
- 2019–2021: Ein besonderes Leben (Special, Fernsehserie, 11 Episoden)
- 2023: Die andere Zoey (The Other Zoey)
- 2023: Magnum P.I. (Fernsehserie, Episode 5x16)